# Karcerální kapitalismus
Karcerální kapitalismus, též vězeňský kapitalismus (anglicky carceral capitalism), je pojem používaný v sociálních vědách. Označuje ekonomický systém převážně v soukromých věznicích, primárně v souvislosti s vězeňským modelem ve Spojených státech amerických.

## Charakteristika
Karcerální kapitalismus je ekonomický model používaný v soukromých věznicích, kdy provozovatelé věznic využívají levné pracovní síly a vězňům bývá vyplácena co možno nejmenší částka peněz z hodnoty, kterou během své práce vytvořili. V těchto věznicích neplatí nárok na minimální mzdu oproti běžným občanům mimo věznici, dávku za nemoc, odškodnění za úraz a neexistují zde žádné normy na bezpečnost na pracovišti, jelikož dle zákonů nebývá vězeň považován za zaměstnance.

## Možné dopady na demokratický systém
Soukromé věznice mají přirozeně větší zisky z vyššího počtu vězňů v areálu a také z delších trestů odnětí svobody, což samozřejmě může vést nejen k finanční podpoře politikům a politickým stranám potažmo politickým hnutím. Tato hnutí budou následně podporovat myšlenku soukromých věznic a také prosazovat zvyšování trestů odnětí svobody na delší dobu pomocí změn v legislativě. Tento způsob jednání může vést k deformaci fungujícího systému a potlačení některých svobod občanů, neboť do té doby tolerované přestupky se mohou stát zločiny. Mezi další možný negativní dopad uplatňování tohoto ekonomického systému ve věznicích patří snaha udržovat vysoké počty kriminálních činů ze strany korporací spravující tyto věznice, a také ze strany odvětví, která jsou závislá na levné pracovní síle vězňů. Z tohoto důvodu není zájem o prevenci kriminality ze strany samotného státu, jehož ekonomika je zčásti na tomto vězeňském modelu závislá.[zdroj?]

## Karcerální kapitalismus v USA
Pojem karcerální kapitalismus bývá často spojován se Spojenými státy americkými, neboť zde je tento fenomén často pozorován. V rámci amerického prostředí se taktéž mluví o tzv. vězeňsko-průmyslovém komplexu (termín Angely Y. Davis), kde dochází k propojení prostředí vězení a kapitalistického způsobu nakládání s prací a pracujícími. Za jeden z příkladů je možné uvést i propojení vojenského průmyslu s vězeňskou prací, kde takto vzniklý průmysl produkuje veškeré vojenské přilby, kalhoty, košile a další významné produkty pro americkou armádu. Daný komplex je tak vlivný a vykořisťující vůči vězňům, že ve státech, jako jsou Florida, Jižní Karolína, Texas, Georgia, Alabama a Arkansas, není vězňům za práci vyplácena mzda žádná. Dochází zde také k financování věznic ze strany státu a soukromých investorů. Například mezi největší investory soukromých věznic v USA patří Bank of America, Suntrust, US. Bank a další americké banky. Daný jev jen poukazuje na kapitalismus, jelikož banky nehledě na morální aspekt podporují vykořisťující vězeňskou práci a další rozšiřování věznic, aby byly výdělky daných věznic ještě větší, a tím pádem by byly větší zisky i u bank.[zdroj?]

## Situace v České republice
V České republice nejsou žádné soukromé věznice, pouze jedna polosoukromá věznice v Rapoticích u Brna. Dlouho se také spekulovalo o zřízení plně soukromé věznice, ať už právě v Rapoticích, nebo v Josefově. Nakonec však věznice v Rapoticích přišla pod správu vězeňské služby a projekt v Josefově neuspěl.